# Cercle d'argent
Pour un article plus général, voir Tourisme en Islande.
Le « Cercle d'argent» (en islandais : Silfur hringurinn, en anglais : Silver Circle) est un circuit touristique au départ de Reykjavik qui propose divers destinations de l'ouest de l'Islande, comme Hraunfossar, Deildartunguhver et Reykholt,,.
C'est un circuit à l'image du Cercle d'or dans le sud et du Cercle de diamant dans le nord. Toutes trois forment les Jewel Routes, traduit en « routes des bijoux » ou « routes des joyaux », qui n'ont pas de signification historique mais servent à promouvoir le tourisme.

## Liste
| Nom                            | Image | Description |
| ------------------------------ | ----- | --- |
| Hraunfossar et Barnafoss       |       | Hraunfossar et Barnafoss sont deux chutes d'eau spectaculaires situées sur le même site. La première, littéralement « les cascades de la lave », est une série de petites cascades sur le cours de la Litlafjlót, se jetant dans la Hvítá. La seconde se trouve en amont sur la Hvítá, où elle a la particularité de passer sous une arche de pierre située juste au niveau de l'eau, formant de puissants remous. |
| Deildartunguhver et Krauma Spa |       | Deildartunguhver est une source chaude jaillissant à une température de 100 °C. Elle est la source chaude au débit le plus important d'Europe avec 180 litres par seconde. On y retrouve le spa géothermal de Krauma. |
| Víðgelmir (en)                 |       | Víðgelmir est un tunnel de lave situé dans le champ de lave de Hallmundarhraun (formé vers 900 après J.-C.). Il mesure 1 585 m de long et la partie la plus large de la grotte mesure 15,8 m de haut et 16,5 m de large, ce qui en fait de loin la plus grande grotte de ce type en Islande. |
| Langjökull                     |       | Le glacier Langjökull et sa grotte Ice Cave Tunnel - Into the Glacier sont situés à proximité. Il s'agit d'un tunnel créé par l'Homme dans la glace du deuxième plus grand glacier d'Islande. On y est conduit avec un énorme véhicule à 8 roues, un ancien camion lance-missiles de l'OTAN. |
| Giljaböð                       |       | Les Giljaböð (littéralement "les bains du canyon"), ou Húsafell hot springs, sont des bains thermaux naturels situés en pleine nature. Il y a deux piscines géothermiques de températures variables, 30-41°C, chacune avec une vue spectaculaire sur le canyon, les montagnes et les glaciers environnants. |
| Reykholt                       |       | Reykholt est un minuscule village qui regorge d'histoire. C'est là qu'a vécu et été assassiné le légendaire écrivain, chef et législateur Snorri Sturluson, sans lequel nous ne saurions pas grand-chose de l'Europe du Nord médiévale. Un centre est consacré à ses œuvres. Reykholt abrite également l'une des plus anciennes structures d'Islande, la piscine géothermique de Snorralaug.                       |
| Árhver (is)                    |       | Árhver est une source d'eau chaude située au milieu de la rivière Reykjadalsá. C'est l'endroit le moins visité du circuit. La seule indication de cette source chaude de loin est sa vapeur provenant de la rivière. |

La visite du Parc National de Þingvellir, situé à proximité et également inclus dans le Cercle d'or, est souvent ajoutée au Cercle d'argent,.